# فخري (اسم)
فخري هو اسم علم مذكر من أصل عربي، ومعناه هو منسوب إلى الفخر، ذوالعظمة، ذوالفضل.

## شخصيات تحمل الاسم
- فخري الغزال (مصور تونسي، 1981 – )
- فخري باشا (سياسي عثماني، 1868 – 22 نوفمبر 1948)
- فخري صالح
- فخري عبد الشافي
- فخري عبد النور (سياسي مصري، 15 يونيو 1881 – 9 ديسمبر 1942)
- فخري عودة (ممثل كويتي، 1941 – )
- فخري قدوري (اقتصادي ووزير عراقي سابق، 28 أغسطس 1932 – 25 نوفمبر 2018)
- فخري قعوار (1945 – )
- فخري كوروترك (3 أغسطس 1903[3] – 12 أكتوبر 1987[3])
- فخري لبيب

## وصلات خارجية
- موسوعة السلطان قابوس لأسماء العرب نسخة محفوظة 5 أبريل 2019 على موقع واي باك مشين.